# 宗不旱
宗 不旱（そう ふかん、1884年5月14日 - 1942年5月末）は、歌人。万葉調の歌をよみ、漂泊の歌人と称された。

## 概略
1884年（明治17年）、熊本県熊本市上通町に父嘉次郎の長男として生まれ、熊本県鹿本郡来民町（現山鹿市鹿本町来民）の祖父嘉七の家で育つ。本名は耕一、のち耕一郎と称した。不旱は号である。
熊本市の済々黌を退学し、長崎の鎮西学院を卒業する。1902年（明治35年）熊本医学校に入学するが、中退。上京し、窪田空穂の知遇を得て、作歌をはじめる。1912年（大正元年）より朝鮮半島に渡り、中国、台湾などを10年以上にわたって放浪。放浪中は中国の詩書を学びつつ硯作りの技術を身につけた。1923年（大正12年）に帰国、硯工として生計を立てながら作歌、評論活動を続ける。
1942年（昭和17年）、熊本県阿蘇郡阿蘇町内牧（現阿蘇市内牧）を出て、失踪、行方不明となった。終焉の地は、菊池郡旭志村（現菊池市旭志）の鞍岳山中とされ、同年9月25日に遺体が発見された。

## 評価
作家荒木精之は、自身の著作「熊本文学ノート」において「宗不旱といふ歌人は、筑後の北原白秋、日向の若山牧水と並び称される肥後の歌人」と述べている。

## 作品

### 著書
- 「柿本人麻呂歌集・新釈」

### 歌集
- 「筑摩鍋（つくまなべ）」
- 「茘支（にがうり）」

## 歌碑
熊本市、出水神社
- ふるさとに なお身を寄する 家ありて 春辺を居れば 鶯の鳴く

山鹿市鹿本町、山鹿市役所鹿本支所
- くちなしの 実もて以ろ塗る ふるさと乃 来民の團扇 春の日に干す

菊池市旭志、鞍岳
- 山に居れば 遠方野辺の もえ草を 心に留めて 高きより見る

阿蘇市、内牧黒川河畔文学碑公園
- 内之牧 朝やみ出でて 湯に通ふ 道のべに聞く 田蛙のこゑ

阿蘇市、隼鷹（はやたか）宮
- 隼鷹の 宮居の神は 薮なかの 石の破片（かけ）にて おはしけるかも